# Batcheloromyces proteae
Batcheloromyces proteae är en svampart som beskrevs av Marasas, P.S. van Wyk & Knox-Dav. 1975. Batcheloromyces proteae ingår i släktet Batcheloromyces och familjen Teratosphaeriaceae.   Inga underarter finns listade i Catalogue of Life.